# ジャコモ・ラウリ＝ヴォルピ
ジャコモ・ラウリ＝ヴォルピ（Giacomo Lauri-Volpi, 1892年12月11日 - 1979年3月17日）は、1920年代から1950年代にかけて活躍したイタリアのテノール歌手である。本名はジャコモ・ヴォルピ（Giacomo Volpi）であり、Lauri-は、デビュー当時ジャコモ・ヴォルピなるテノールが他に2人いたので区別するためにつけた芸名である。

## 生涯
ローマ近郊ラヌヴィオに生まれる。ローマ・ラ・サピエンツァ大学にて法学の学位を得るが、声楽を志してサンタ・チェチーリア音楽院に入学、著名なバリトン歌手、アントニオ・コトーニに師事する。同音楽院での勉学は第一次世界大戦に従軍したため中断したが、復員後、1919年9月にヴィテルボの劇場で、テノール歌手としてのデビューを飾った。初舞台で演じたのはベッリーニ作曲『清教徒』のアルトゥーロ役であり、彼はこれを「ジャコモ・ルビーニ」Giacomo Rubiniという芸名で歌った。これは、ベッリーニやドニゼッティのオペラで活躍した19世紀前半の大テノール歌手、ジョヴァンニ・バッティスタ・ルビーニ（1794年-1854年）にちなむ芸名であり、青年ジャコモ・ヴォルピの自負をうかがわせる。
ヴィテルボでのデビューは大成功し、早くも4か月後の1920年1月にはローマ・コスタンツィ劇場（彼はこの時点で「ラウリ＝ヴォルピ」を名乗った）、翌年にはリオデジャネイロ、ブエノスアイレスなど南米の主要な劇場、1922年にはミラノ・スカラ座、1923年にはニューヨーク・メトロポリタン歌劇場（メト）など世界の一流劇場の舞台を踏んだ。ラウリ＝ヴォルピはベニャミーノ・ジーリとともに、『トゥーランドット』の作者ジャコモ・プッチーニ本人が、その初演のカラフ役として起用を検討したテノール歌手の一人だったことが判明している。作曲家の死後、1926年4月にスカラ座で行われた『トゥーランドット』の世界初演では、指揮者トスカニーニの意向により、スペイン人歌手ミゲル・フレータがカラフ役に選ばれたが、ラウリ＝ヴォルピはこのオペラのメト初演（同年11月）でカラフ役を演じて成功を収めた。
彼はその後、アメリカを中心に活躍を続けたが、1929年に始まった大恐慌でメトの財政状況は悪化したため、同歌劇場の1932～33年公演期には、イタリア人総監督ガッティ＝カザッツァの要請に応え、既定の契約金の20パーセント減額を承諾のうえで出演した。ただし、彼がこの公演期を最後としてアメリカからヨーロッパに帰還したのは、契約金の支払い問題よりもむしろ、すでに自分とアメリカの聴衆の間で、伝統的なオペラへの感受性と嗜好の違いを強く感じ取っていたというのが主な理由である。
ラウリ＝ヴォルピは自宅をローマ、及びスペイン・バレンシア州（彼の妻であるスペイン人ソプラノ歌手、マリア・ロスの故郷）のブルハソトに構え、イタリアとスペインを拠点としながら、ヨーロッパの諸都市で活躍した。1959年にローマ歌劇場でヴェルディ作曲『イル・トロヴァトーレ』（吟遊詩人）を歌って一流劇場を引退してから、1977年まで演奏会で歌い続けた。1973年には81歳の年齢でリサイタル盤レコードを発売した。
1979年、ブルハソトの自宅で亡くなった。

## その活動
ラウリ＝ヴォルピは、（デビュー当時、ルビーニを名乗った事実に示されるとおり）19世紀前半のロッシーニやベッリーニのオペラ、特にその中でも超高音域を要求される役柄（たとえば『ギヨーム・テル』、『清教徒』など）において秀でていた。1929年、スカラ座、ローマ歌劇場、ナポリ・サン・カルロ劇場、パリ・オペラ座で連続して行われた『ギヨーム・テル』の初演100周年記念公演でアルノルド役を歌って絶賛されたほか、『清教徒』のアルトゥーロ役では、ベッリーニの原譜に記されたとおりの旋律を歌ってハイFの音を出すなど、ラウリ＝ヴォルピにしか演奏の質が保障できないテノール役も存在した。彼は自叙伝『誤解』第6章で、1919年のデビュー時に歌ったこの最高音Fについて、「ルビーニの時代に賞賛されたようなある種のファルセットではない」と語る一方、「胸声voce di petto=chest voice」だったとは断言していない。仮に男声がこの音高をいわゆる「胸声」で発しうるとしても、当然ながら、伝統的なイタリア・オペラでの使用は不可能である。したがって、ラウリ＝ヴォルピが誇った超高音域は、今日「ファルセット」と通称される様々な発声方法のうちの一つで演奏されたと推測できるが、彼自身は、それが19世紀前半のテノール歌手が用いた特殊なファルセットとは別物だと考えていたらしい。ラウリ＝ヴォルピはコントラルト的なテノール歌手としてデビューしたとはいえ、今日では一般に重い声が必要と信じられている役、たとえば『アンドレア・シェニエ』の主役（1923年以降）、『アイーダ』のラダメス役（1924年以降）、『トゥーランドット』のカラフ役（1926年以降）、『イル・トロヴァトーレ』のマンリーコ役（1927年以降）、『道化師』のカニオ役（1928年以降）、『オテロ』の主役（1942年以降）などでも、その知的な作品解釈と、本来の歌唱様式に則した演奏において、他のテノール歌手たちの追随を許さなかった。
ラウリ＝ヴォルピは舞台裏でもプリマ・ドンナならぬプリモ・ウォーモ、あるいはディーヴォとして振舞ったとする風説が流布し、その高慢な態度、共演者や舞台関係者への毒舌、報酬へのこだわり（「ジーリよりも1セントでいいから多くのギャラをくれ」とメト経営陣に要求した等々）が、真偽のほどは別として語り伝えられている。ジーナ・チーニャ、マリア・カラスのような共演女性歌手が自分よりも賞賛されたので以降の共演を拒否したとの噂、メトでは皇帝然として君臨していたトスカニーニと衝突したというエピソードなど、伝説に事欠かない。このような言い伝えが現在も残る理由には、次の二つが考えられる。第一に、ムッソリーニは個人的にラウリ＝ヴォルピを高く評価したが、ファシスト政権はイタリア国民の声を代表する歌手としてジーリを公認したので、ラウリ＝ヴォルピはそのライヴァルと見なされて組織的な中傷や差別待遇を受けたこと。第二に、ラウリ＝ヴォルピが歌の技量と教養の両面において、ジーリのみならず他の全ての同僚たちから抜きん出ていたため、多くの人々が彼への羨望と嫉妬を抱いていたこと、である。
上述のごとく、ラウリ＝ヴォルピは大学で法学を専攻したほどのインテリで、これは20世紀前半のオペラ歌手には稀有の経歴であった（今日のイタリアでは、大卒のオペラ歌手自体はさほど珍しくない）。彼はその並外れた教養と批評精神を文筆に発揮し、自叙伝『誤解』L' equivoco（1938年）、日記式の随筆『率直に言えば』A viso aperto（1953年）、オペラ歌手評論『歌手対比列伝』Voci parallele（1955年）、歌唱哲学論『生ける水晶』Cristalli viventi（1948年）とその改作である『人声の神秘』Misteri della voce umana（1957年）、またスペイン内戦に取材した純粋小説『雄々しき大地』La prode terraなどを著した。うち『歌手対比列伝』はプルタルコスの「対比列伝」に示唆を得て、様々の時代のオペラ歌手の声を2人ずつ比較するというユニークな評論形式をとっている。